# Stephanie Karma Salvarli
Stephanie Karma Salvarli, kendt som Geggo (født 14. april 1990) er en dansk tv-personlighed og blogger. Hun er datter af Linse Kessler og barnebarn af Ann Patricia Christiansen.
Hun er gift med Cengiz Mads Salvarli de blev forlovet i Thailand i juli 2017 og gift sommeren 2017 i Las Vegas. Stephanie og Cengiz blev endnu engang gift, d. 27. april 2019 på Kokkedal slot i Nordsjælland. 
Stephanie har deltaget i 19 sæsoner af Familien fra Bryggen og tv-programmerne Paradise Hotel og Et ton cash samt vundet anden sæson af tv-programmet Divaer i junglen.
Som såkaldt influencer har Geggo været noget omdiskuteret, idet hun flere gange har reklameret for ulovlige såvel som virkningsløse produkter.